# YAT Anshin! Uchū Ryokō
YAT Anshin! Luxury Space Tours (YAT安心!宇宙旅行, YAT Anshin! Uchū Ryokō, lit.  "Passeio Luxuoso no Espaço de YAT Anshin!") é uma série de anime produzida por Group TAC. Foi ao ar na NHK no Japão dia 5 de Outubro de 1996 até 27 de Setembro de 1997; a segunda temporada estreou dia 11 de Abril de 1998 até 3 de Outubro de 1998. Em Portugal foi emitido pela SIC. O show também foi ao ar na Tailândia, Singapura, Espanha, México, Israel, Filipinas, Indonésia e Peru, e apesar de sua grande base de fãs na América, não houve planos para lançar uma dublagem no Brasil.

## Enredo

### Primeira Temporada
A civilização humana tem dado passos gigantescos na conquista do espaço. Por 15 anos, com a criação do túnel tridimensional, eles podem viajar para qualquer galáxia do universo. “Os Senhores dos Cosmos” é a empresa que gere o túnel tridimensional e domina e organiza as viagens. Muitas empresas seguem adiante. Uma dessas pequenas empresas é YAT (“Yamamoto Anshin Travel”), comandada por Yamamoto, e sua bela filha Katsura, seu lagarto de estimação estrangeiro Bucky, que é o mascote da empresa, o robô, Kanabe que navega e Utchi, o piloto extraterrestre, e Goro Hoshiwatari, um adolescente que deixou sua casa para viajar pelo espaço e encontrar o paradeiro de seu pai, que desapareceu 15 anos atrás, durante a explosão do principal centro de transporte do túnel tridimensional que ele criou. Goro se apaixona por Katsura, e torna-se o YAT mecânico/zelador depois de um acidente que ele foi responsável, por isso ele vai junto para pagar os danos, bem como para encontrar seu pai. Mas para encontrar seu pai não vai ser o seu único problema, já que Krishna, uma jovem cuja mãe é a proprietária dos “Os Senhores dos Cosmos”, fica apaixonada por ele. Além disso, a mãe de Krishna teve um passado misterioso e conflitante com Yamamoto.

### Segunda Temporada
6 meses se passaram desde o 50 episódio. As naves YAT e os tripulantes são transportados para um universo muito distante. Logo, eles descobrem que o responsável é o Professor Nota, um científico que está trabalhando em um dispositivo de teletransporte, ajudado por uma menina felipa com poderes psíquicos chamada "Pinky". Em seguida, o professor é raptado pelo Imperador Ganon, que quer usar o dispositivo para governar o universo. O objetivo do grupo é encontrar YAT e o professor sequestrado e voltar para a Terra.

## Banda sonora

### Primeira temporada
Tema de abertura
- "Heaven"

Performado por: HIM
Tema de encerramento
- "Dame yo! Dame yo! Dame yo!" (だめよ!だめよ!だめよ!!)  (1-25)

Performado por: Hekiru Shiina
- "Moonlight"  (26-50)

Performado por: Hekiru Shiina

### Segunda temporada
Tema de abertura
- "Everlasting Loop" (エヴァーラスティング・ループ, Evārasutingu Rūpu)

Performado por: Supersonic Float
Tema de encerramento
- "Jun" (純, Jun)

Performado por: Hekiru Shiina

## Polêmica
Em 29 de Março de 1997, houve um incidente envolvendo o episódio "O Pai Misterioso" (まぼろしのオヤジ, Maboroshi No Oyaji) em que quatro crianças foram levadas para hospitais em ambulância depois de supostamente assistir a uma cena no episódio que piscavam rapidamente em cores vermelhas e brancas. Transmissões posteriores deste episódio foram editados para que os flashes não fosse tão rápido, ao contrário do infame "Porygon o Soldado Elétrico" episódio de Pokémon, que foi completamente banido.